# Raimundo Berengário III de Barcelona
Raimundo Berengário III (Rodez, Rouergue, 11 de Novembro de 1082 - Barcelona, 9 de Julho de 1131), cognominado o Grande, foi conde de Barcelona, de Girona, de Osona a partir de 1082 (juntamente com o tio Berengário Raimundo II e sozinho a partir de 1097); de Besalú, a partir de 1111; da Cerdanha, a partir de 1117; e da Provença, no Sacro Império Romano-Germânico, a partir de 1112. Como conde da Provença ele era Raimundo Berengário I, por direito de sua esposa. Antes de morrer entrou para a Ordem dos Templários.
Durante seu governo, os interesses catalães se estenderam sobre ambos os lados dos Pirenéus. Por casamento ou vassalagem, ele incorporou quase todos os condados catalães, exceto o condado de Urgel e Peralada). Herdou os condados de Besalú, em 1111, e o da Cerdanha, em 1117.

## Biografia
Raimundo era filho do conde Raimundo Berengário II, conde de Barcelona e de Matilde da Apúlia. Nasceu menos de um mês antes do assassinato de seu pai.
Ele o sucedeu como co-governante nominal de Barcelona com seu tio, Berengário Raimundo II, de quem muito se suspeita de ter orquestrado o assassinato.

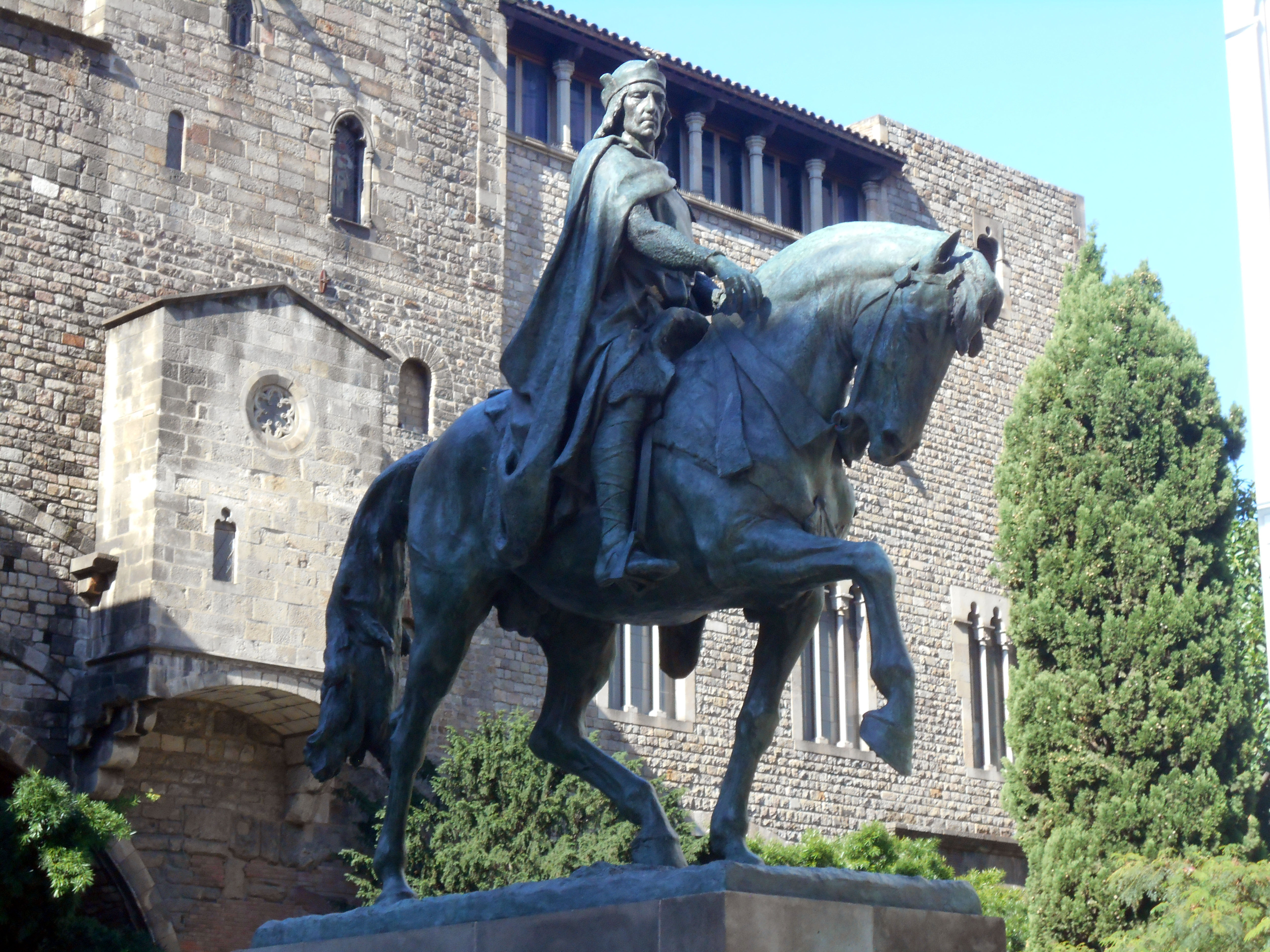
Estátua de Raimundo Berengário III, o Grande.

Raimundo se tornou governante uno, em 1097, quando Berengário foi forçado ao exílio.
Em aliança com o Conde de Urgel (possivelmente Ermengol V), Raimundo conquistou Barbastro e Balaguer.
Em 1118, capturou e reconstruiu Tarragona, que se tornou a sede metropolitana da Igreja na Catalunha (antes disso, os catalães dependiam eclesiasticamente da arquidiocese de Narbona).
Com o apoio papal, através do seu legado apostólico o bispo São Olegário, também estabeleceu relações com as repúblicas marítimas italianas de Pisa e de Gênova e, entre 1114 e 1115, juntou-se a elas em cruzada contra a Taifa de Maiorca, com bases piratas mouras de Maiorca e de Ibiza, tomando-as para si. Elas se tornaram suas colônias tributárias e muitos escravos cristãos foram recuperados e libertados.
Com a ajuda mais uma vez de Pisa, Raimundo também marchou sobre dependências mouras na Península Ibérica, tais como Valência, Lleida e Tortosa.
Entregou para Ordem dos Templários a cidadela recém conquistada dos mouros Grayena de La Segarra (Lleida). Em seus últimos anos de vida ingressou nesta ordem como cavaleiro Templário, de quem tinha prestado grandes serviços mútuos. Raimundo faleceu aos 48 anos.

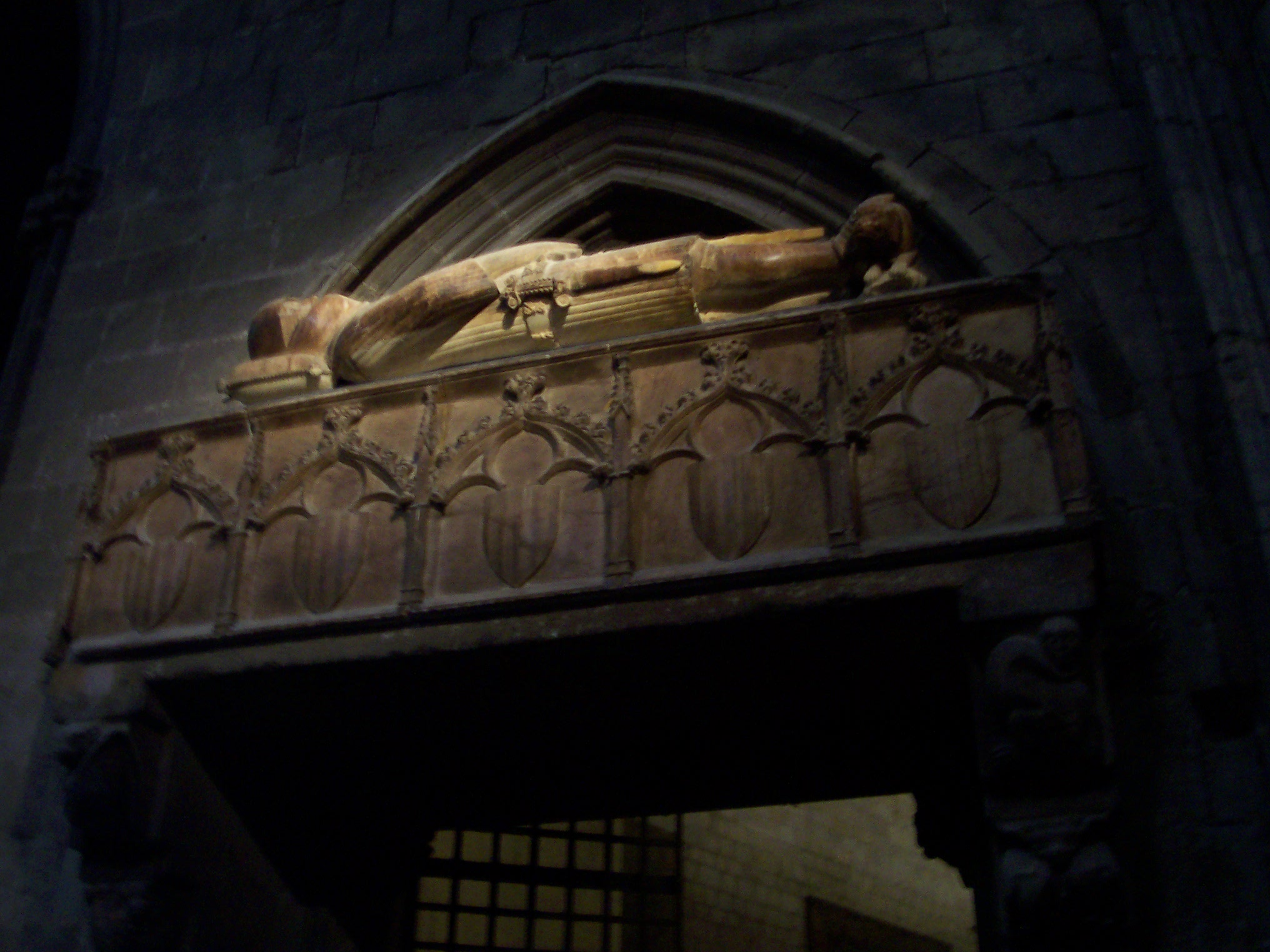
Túmulo com os restos de Raimundo Berengário III, exposto na catedral de Girona.

Os restos de Raimundo Berengário foram sepultados na Catedral de Girona. O túmulo foi inicialmente colocado na galilé do templo, sendo que mais tarde foi movido para o novo edifício gótico pelo rei Pedro IV de Aragão, o Cerimonioso em 1385, que fez-lhe um túmulo revestido de mármore e mandou depositá-lo com uma sua estátua jacente, do Conde, e além disso, o rei mandou-lhe gravar uma lápide com a inscrição:

## Relações familiares
Foi filho do conde Raimundo Berengário II (1053 - 1082), conde de Barcelona e de Matilde da Apúlia  (c. 1060 — 1080), filha de Roberto de Altavila (c. 1025 – 17 de julho de 1085).
Casou-se três vezes. Antes de 1103, casou-se com Maria Rodrigues, filha de Rodrigo Dias de Vivar, "El Cid". Eles tiveram duas filhas:
1. Maria, que se casou com Bernardo III, conde de Besalú;
2. Ximena, que se casou com Rogério III, conde de Foix.

Após a morte de Maria, ele desposou Almodis (de Mortain), mas que ela morre antes de 1110 de resultar descendência. Almodis.
Em 3 de fevereiro de 1112, Raimundo casou-se novamente com Dulce I da Provença. Seus domínios então se estenderam ao leste até Nice. Raimundo e Dulce tiveram sete filhos:
1. Raimundo Berengário IV (1113-1162), seu sucessor como conde de Barcelona, de Besalú, de Osona e da Cerdanha;
2. Berengário Raimundo (c.1114-1144), seu sucessor como conde da Provença;
3. Bernardo (c.1115-c.1117);
4. Berengária (c.1116-1149), casada com Afonso VIII de Castela;
5. Estefânia (c.1118-?), casada, primeiramente, com Centulo, conde de Bigorra, e, depois, com Raimundo Arnaldo II, visconde de Marsan;
6. Mafalda, esposa de Guilherme IV de Castellvell;
7. Almodis (c.1126-c.1175), casada com Pôncio II de Cevera, visconde de Bas.